# Тихвинский сельсовет (Липецкая область)
Тихвинский сельсовет — сельское поселение в Добринском районе Липецкой области Российской Федерации.
Административный центр — деревня Большая Плавица.

## История
Статус и границы сельского поселения установлены Законом Липецкой области от 23 сентября 2004 года № 126-ОЗ «Об установлении границ муниципальных образований Липецкой области»

## Население
| 2010 | 2012  | 2013 | 2014 | 2015 | 2016 | 2017 |
| ---- | ----- | ---- | ---- | ---- | ---- | ---- |
| 1038 | ↘1012 | ↘981 | ↘967 | ↘953 | ↘926 | ↗927 |
| 2018 | 2021  |      |      |      |      |      |
| ↘905 | ↘876  |      |      |      |      |      |

## Состав сельского поселения
| №  | Населённый пункт | Тип населённого пункта          | Население |
| -- | ---------------- | ------------------------------- | --------- |
| 1  | Алексеевка       | деревня                         | 5         |
| 2  | Андреевка        | деревня                         | 57        |
| 3  | Аничково         | деревня                         | 77        |
| 4  | Большая Плавица  | деревня, административный центр | 509       |
| 5  | Боровское        | село                            | 148       |
| 6  | Малая Плавица    | деревня                         | 11        |
| 7  | Никольское 2-е   | деревня                         | 18        |
| 8  | Петровка         | деревня                         | 64        |
| 9  | Покровка         | деревня                         | 40        |
| 10 | Русаново         | деревня                         | 22        |
| 11 | Тихвинка         | село                            | 87        |